# Église Sainte-Marie d'Agullana
L'église Sainte-Marie d'Agullana est un édifice religieux situé dans la commune d'Agullana, en Catalogne (Espagne). Elle est classée dans l'Inventaire du patrimoine architectural de Catalogne et déclarée monument historique en tant que bien culturel d'intérêt national depuis 1984.

## Description
L'église est dans un bon état de conservation, tant à l'intérieur qu'à l'extérieur. Elle est constituée d'une nef unique et d'une abside semi-circulaire et construite à partir de blocs de granit soigneusement taillés mais de dimensions diverses. Bien qu'orientée est-ouest, le portail d'entrée de l'église est situé sur la façade méridionale. Le tympan a été remplacé par une fenêtre. Le clocher-mur est à deux étages, avec trois cloches à l'étage inférieur et deux cloches à l'étage supérieur. Le chœur date des XVIe siècle et XVIIe siècle.

## Histoire
L'église Sainte-Marie d'Agullana est mentionnée pour la première fois en 1019, alors que l'évêque de Gérone Pierre de Carcassonne en fait don au canonicat de Gérone.
L'édifice est classé monument historique en tant que bien culturel d'intérêt national par décret du 10 avril 1984 publié au DOGC le 30 mai 1984.

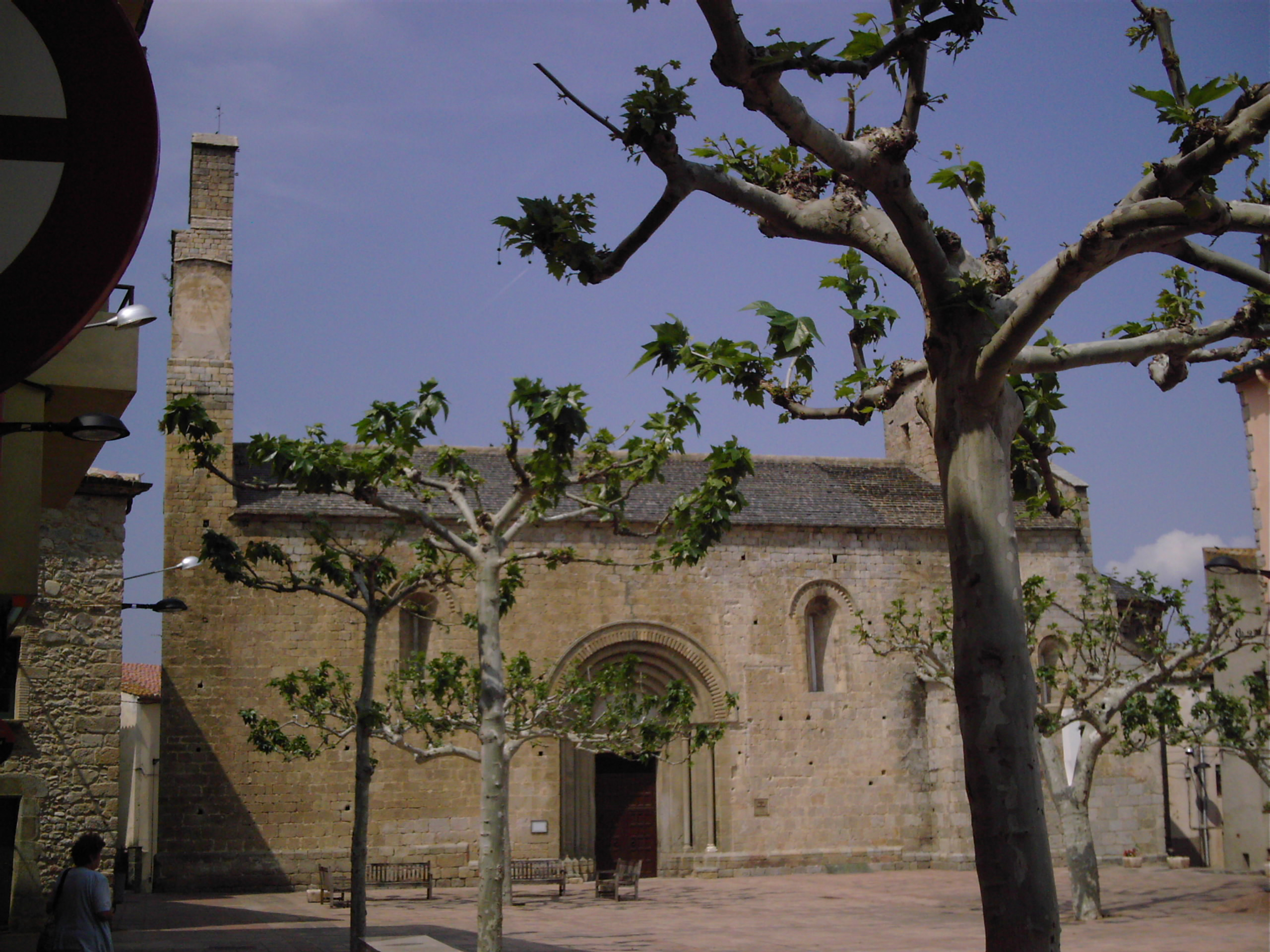
Vue latérale
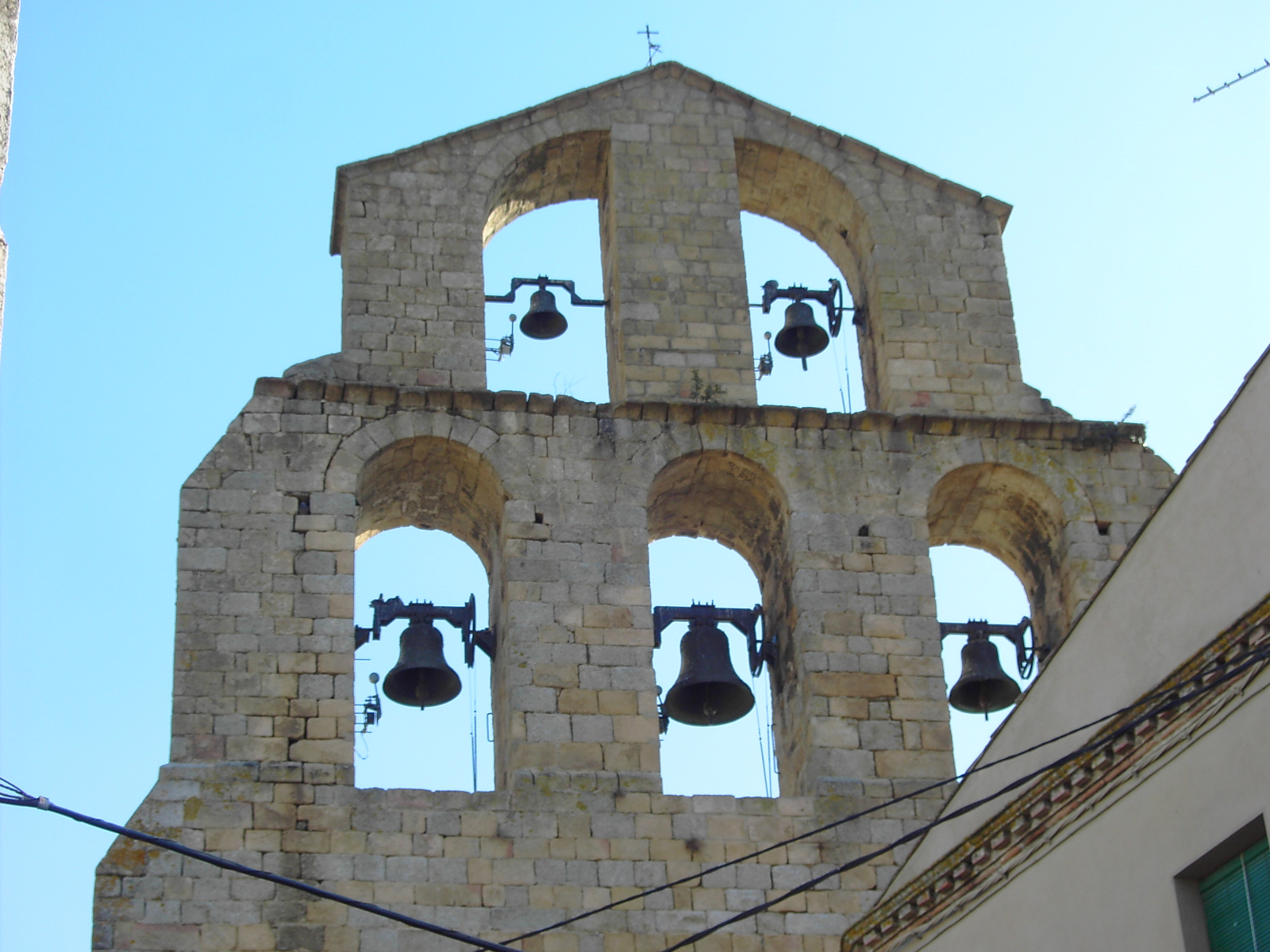
Le clocher
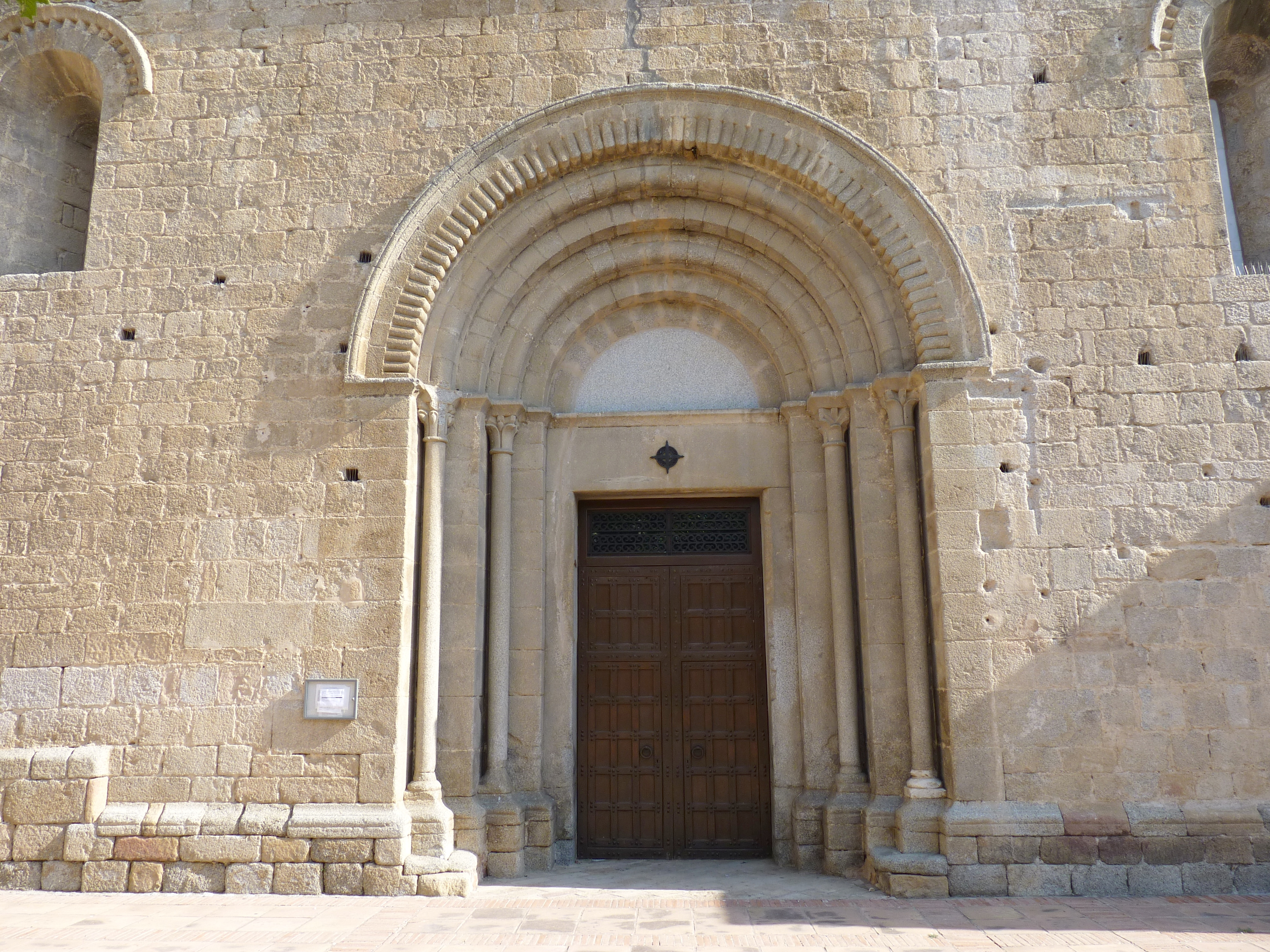
Le portail
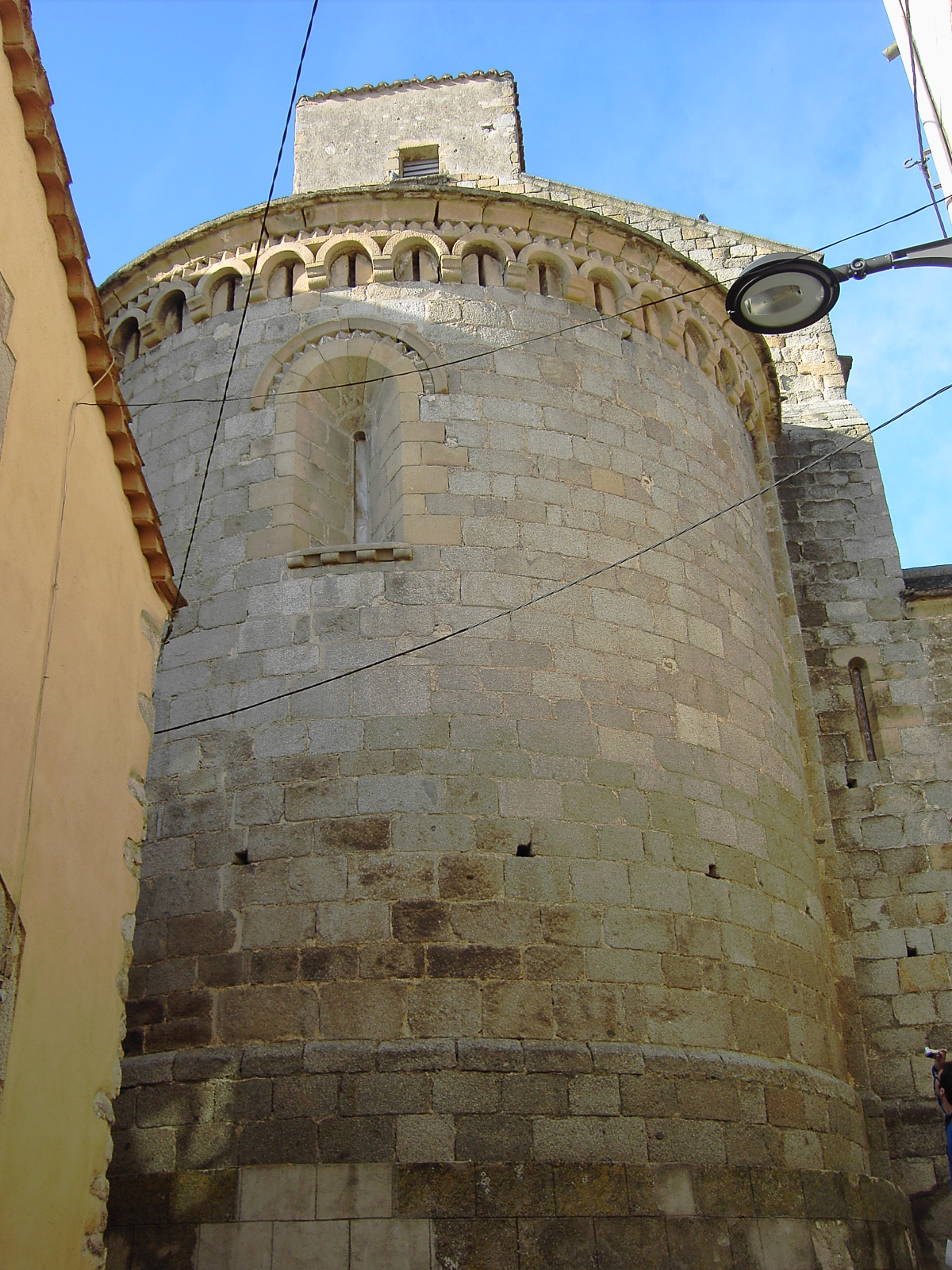
L'abside